# Associação Portuguesa de Escolas de Condução
A Associação Portuguesa de Escolas de Condução (APEC), é um instituto público português, criado em 1994, com o fim de finalizar a formação de condutores de veículos das diferentes categorias e, assim, lhes atribuir a respectiva carta de condução, mediante aprovação em prova teórica e prática. Até 1994, os exames eram feitos na DGV.
Constituída por um quadro bastante diversificado, constitui um presidente, um vice-presidente, diversos funcionários e 14 examinadores. Os exames de categoria B, decorrem com cinco percursos diferentes.